# Championnat de Tunisie masculin de handball 1959-1960
Navigation
Saison précédente Saison suivante
La saison 1959-1960 du championnat de Tunisie masculin de handball est la cinquième édition de la compétition. Elle est disputée par sept clubs mais l'Union sportive de la marine de Menzel Bourguiba, qui termine l'aller à la seconde place, déclare forfait pour les trois derniers matchs et se trouve déclassée. Ce forfait sauve le Club africain de la chute en seconde division.
L'Effort sportif conserve son titre de champion et remporte la coupe des juniors et le doublé coupe et championnat des cadets, alors que l'Espérance sportive de Tunis, composée de Slah Makhlouf (GB), Moncef Hajjar, Ali Bouslama, Fethi Hajjar, Moncef Haddad, Lamine Kallel, Ridha Hajjar, Hassine Belkhouja, Hédi Hamdouche et Farrugia[Qui ?] remporte la coupe de Tunisie chez les seniors ainsi que chez les juniors. 

## Clubs participants
| - Union sportive de la marine de Menzel Bourguiba - Effort sportif - Espérance sportive de Tunis - Stade soussien | - Zitouna Sports - Al Mansoura Chaâbia de Hammam Lif - Club africain |

## Compétition

### Classement
Le barème de points servant à établir le classement se décompose ainsi :
- Victoire : 3 points
- Match nul : 2 points
- Défaite : 1 point
- Forfait : 0 point

| Classement | Équipe                                          | Points | Matchs | Victoires | Nuls | Défaites |
| ---------- | ----------------------------------------------- | ------ | ------ | --------- | ---- | -------- |
| 1          | Effort sportif (T)                              | 28     | 10     | 9         | 0    | 1        |
| 2          | Espérance sportive de Tunis (P, C)              | 26     | 10     | 8         | 0    | 2        |
| 3          | Al Mansoura Chaâbia de Hammam Lif               | 24     | 10     | 7         | 0    | 3        |
| 4          | Stade soussien (P)                              | 18     | 10     | 4         | 0    | 6        |
| 5          | Zitouna Sports                                  | 11     | 10     | 1         | 0    | 9 (1F)   |
| 6          | Club africain                                   | 11     | 10     | 1         | 0    | 9 (1F)   |
| 7          | Union sportive de la marine de Menzel Bourguiba | FG     | 0      | 0         | 0    | 0        |

### Scores
Le déséquilibre des forces engendre des scores insolites à l'instar de :
- Effort sportif - Zitouna Sports : 29-4 (aller)
- Effort sportif - Zitouna Sports : 55-2 (retour) dont seize buts pour Charles Russo et douze pour Albert Russo
- Effort sportif - Club africain : 28-5 (aller)
- Effort sportif - Club africain : 45-14 (retour)
- Espérance sportive de Tunis - Zitouna Sports : 29-11 (aller)
- Espérance sportive de Tunis - Zitouna Sports : 36-14 (retour)

Le premier derby du handball est remporté par le Club africain, sur un score de 12-11, mais gagné par l'Espérance sportive de Tunis par pénalité.

### Division 2
Le championnat de seconde division est scindé en poules Nord et Sud, mais l'activité de cette dernière se limite à l'Union culturelle de Sfax et ce sont les deux premiers de la poule Nord, l'Association des PTT — qui à l'instar de l'Espérance sportive de Tunis et d'Al Mansoura Chaâbia de Hammam Lif a profité de la crise de la Zitouna Sports pour lui prendre des joueurs et renforcer ses rangs — et l'Union sportive tunisienne qui font une apparition remarquable et accèdent en division nationale. D'ailleurs, le premier parvient en finale de la coupe de Tunisie.
| Classement | Équipe                                   | Points |
| ---------- | ---------------------------------------- | ------ |
| 1          | Association sportive des PTT             | 46     |
| 2          | Union sportive tunisienne                | 44     |
| 3          | Avenir musulman                          | 35     |
| 4          | Croissant sportif bizertin               | 33     |
| 5          | Association sportive des traminots       | 31     |
| 6          | En-Najah                                 | 26     |
| 7          | Association sportive des travaux publics | 25     |
| 8          | La Musulmane                             | 23     |
| 9          | Al-Hilal                                 | 21     |
| 10         | Naceuria                                 | FG     |

## Champion
- Effort sportif
  - Entraîneur : Arthur Franco
  - Effectif[1] : Terranova (GB), Albert Russo, Charles Russo, Aldo Paoli, P. Peluso, N. Peluso, Grazzini, Adamo, Riffe, Puléo, Pecorella